# ویلیام هولدن (بازیگر)
ویلیام هولدن (انگلیسی: William Holden; ۲۲ مهٔ ۱۸۶۲ – ۳ مارس ۱۹۳۲) هنرپیشه اهل ایالات متحده آمریکا بود.
از فیلم‌ها یا برنامه‌های تلویزیونی که وی در آن نقش داشته‌است می‌توان به رقص، احمق‌ها، رقص، رودخانه خسته، دینامیت، و تعطیلات اشاره کرد.